# Cardenal negre-i-vermell
El cardenal negre-i-vermell (Periporphyrus erythromelas) és un ocell de la família dels cardinàlids (Cardinalidae) i única espècie del gènere Periporphyrus Reichenbach, 1850, si bé algunes classificacions l'ubiquen al gènere Caryothraustes.

## Hàbitat i distribució
Habita la selva pluvial i vegetació secundària de les terres baixes del sud de Veneçuela, Guyana, Guaiana Francesa i Brasil amazònic oriental.